# Dhurata Dora
Dhurata Murturi, känd som Dhurata Dora, född den 24 december 1992 i Nürnberg i Tyskland, är en kosovoalbansk sångerska och låtskrivare. Hon är främst känd i Albanien och Kosovo för hitlåtar som "Roll", "A bombi" och "Ti don".
Eigo. Div. Eicti gkcfk. Rkce

## Biografi
Dora föddes som Dhurata Murturi i den bayerska staden Nürnberg 1992 till en kosovoalbansk familj. Hon gick i grundskolan i staden Fürth. Hon började sjunga som ung och tog artistnamnet Dhurata Dora. Hennes musikkarriär inledde hon i Albanien där hon 2011 släppte sin första singel och musikvideo "Vete kërkove". Efter att hennes första singel blivit ganska framgångsrik samarbetade hon med musikproducenten och artisten Don Arbas som hon 2012 släppte låten "Get Down" med. Låten blev än mer populär än hennes första och året därpå lanserade hon "I Like Dat" som fick över 4 miljoner visningar på YouTube. Under sommaren 2013 släppte hon tillsammans med Blunt & Real och Lumi B hitlåten "Edhe pak". 2014 samarbetade hon med den albanske reggae-sångaren Young Zerka och de släppte låten "Roll" som blev Doras dittills största hit. 
I november 2014 släpptes Doras singel "A bombi" med musikvideo. Låten blev snabbt mycket populär och samtidigt hennes överlägset mest sedda video på Youtube med över 29 miljoner visningar i mars 2016. Under våren 2015 började Dora samarbeta med producentbolaget Max Production ALbania. Sommaren 2015 släppte hon låten "Ti don" som i oktober följdes upp av låten "Shumë ON". I slutet av mars 2016 släppte hon låten "Numrin i ri".

## Diskografi

### Singlar
- 2011 – "Vete kërkove"
- 2012 – "Get Down" (feat. Don Arbas)
- 2013 – "I Like Dat"
- 2013 – "Edhe pak" (feat. Blunt & Real, Lumi B)
- 2014 – "Roll" (feat. Young Zerka)
- 2014 – "A bombi"
- 2015 – "Ti don"
- 2015 – "Shumë ON"
- 2016 – "Numrin i ri"
- 2017 – "Ayo"
- 2017 – "Simpatia" (feat. Lumi B)
- 2017 – "Bubble"
- 2017 – ''Kesh Kesh''
- 2018 - "Trendafil" (feat. Flori Mumajesi)
  - 2018 - "Jake Jake
  - 2018-,,Qikat e mia,,